# 石井武志
石井 武志（いしい たけし、1999年10月26日 - ）は、日本のプロボクサー。元キックボクサー。福岡県うきは市出身。大橋ボクシングジム所属。第24代OPBF東洋太平洋ミニマム級王者。

## 来歴

### キックボクシング
高校卒業後、プロのキックボクサーになり大和KICK52.5キロ級王者となったが、K-1などに上がるのは体重が合わなかったことからボクシングに転向。

### プロ転向
2022年5月19日のプロデビュー戦は2回TKO勝ち。
そして2022年東軍ミニマム級新人王として、西軍代表池田雅史を相手に1回2分59秒TKO勝ちで全日本新人王と敢闘賞獲得。
翌2023年9月12日、後楽園ホールで開催の「フェニックスバトル104」にてWBC世界ミニマム級15位のリト・ダンテと対戦し、プロ初黒星となる8回1-2（75-77×2、77-75）判定負けを喫した。
その後2024年9月25日、後楽園ホールのセミ興行でOPBF東洋太平洋ミニマム級5位のジョン・ケビン・ヒメネスとOPBF東洋太平洋同級王座決定戦を行い、12回3-0（116-112×2、115-113）判定勝ちでOPBF王座獲得。
2025年3月11日、後楽園ホールにてOPBF東洋太平洋ミニマム級3位の伊佐春輔とOPBF東洋太平洋同級タイトルマッチを行い、5回1分42秒KO勝ち。初防衛に成功した。

## 戦績
- キックボクシング - 4戦4勝0敗（3KO）
- プロボクシング - 11戦10勝1敗（8KO）

| 戦           | 日付           | 勝敗 | 時間    | 内容    | 対戦相手                   | 国籍       | 備考                                              |
| ------------ | -------------- | ---- | ------- | ------- | -------------------------- | ---------- | ------------------------------------------------- |
| 1            | 2022年5月19日  | ☆    | 2R 2:05 | TKO     | 福田隆斗（三迫）           | 日本       | プロデビュー戦 2022年度東日本ミニマム級新人王予選 |
| 2            | 2022年8月2日   | ☆    | 4R 1:29 | TKO     | 岩井祥來（小熊）           | 日本       | 2022年度東日本ミニマム級新人王予選                |
| 3            | 2022年9月27日  | ☆    | 1R 2:16 | TKO     | アンディ・アツシ（宮田）   | 日本       | 2022年度東日本ミニマム級新人王準決勝              |
| 4            | 2022年11月3日  | ☆    | 4R      | 判定3-0 | 川上拳汰（石川）           | 日本       | 2022年度東日本ミニマム級新人王決勝                |
| 5            | 2022年12月17日 | ☆    | 1R 2:59 | TKO     | 池田雅史（ハラダ）         | 日本       | 2022年度全日本ミニマム級新人王決定戦              |
| 6            | 2023年3月14日  | ☆    | 1R 0:23 | TKO     | ジンナワット・リエンピット | タイ       |                                                   |
| 7            | 2023年6月29日  | ☆    | 2R 0:39 | TKO     | ナチャポン・ウイチャイタ   | タイ       |                                                   |
| 8            | 2023年9月12日  | ★    | 8R      | 判定1-2 | リト・ダンテ               | フィリピン |                                                   |
| 9            | 2024年7月9日   | ☆    | 3R 2:18 | KO      | プラチャノ・ミンプラチャ   | タイ       |                                                   |
| 10           | 2024年9月25日  | ☆    | 12R     | 判定3-0 | ジョン・ケビン・ヒメネス   | フィリピン | OPBF東洋太平洋ミニマム級王座決定戦                |
| 11           | 2025年3月11日  | ☆    | 5R 1:42 | KO      | 伊佐春輔（川崎新田）       | 日本       | OPBF防衛1                                         |
| 12           | 2025年9月9日   |      |         |         | ジェイク・アンパロ         | フィリピン | OPBF東洋太平洋ミニマム級タイトルマッチ 試合前     |
| テンプレート |                |      |         |         |                            |            |                                                   |

## 獲得タイトル

### キックボクシング
- 大和KICK52・5キロ級王者

### プロボクシング
- 全日本ミニマム級新人王
- 第24代OPBF東洋太平洋ミニマム級王者（防衛1）